# Newfoundland and Labrador Route 510

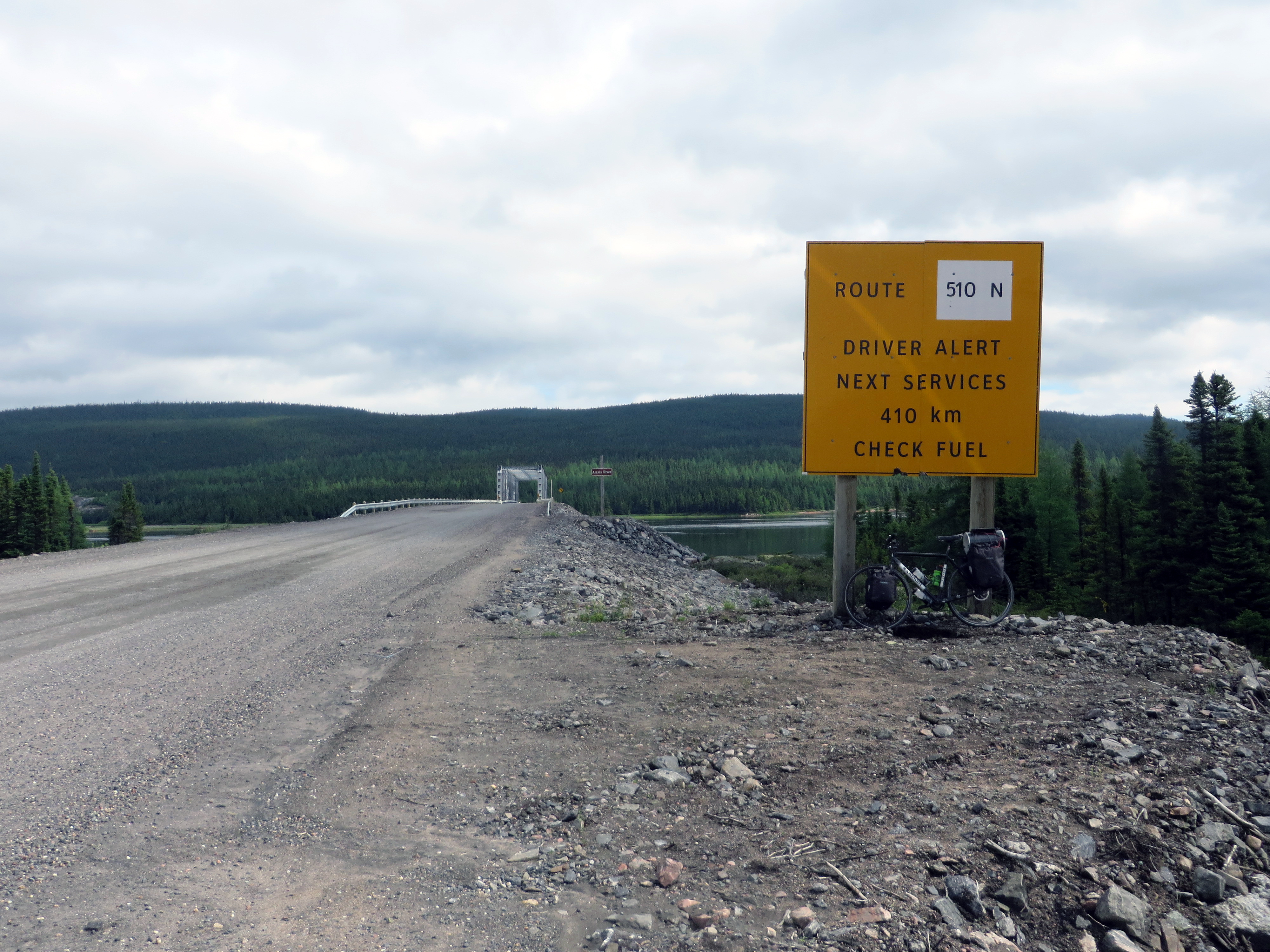
Route 510 bei Port Hope Simpson

Die Newfoundland and Labrador Route 510 (NL 510) ist eine Landstraße in der kanadischen Provinz Newfoundland and Labrador. Sie hat eine Länge von 606 km und gehört zum National Highway System. Die Route ist Bestandteil des Trans-Labrador Highways.

## Verlauf
Die Route beginnt 5 km westlich von Happy Valley-Goose Bay und quert dort den Churchill River. Sie führt zunächst in südöstlicher Richtung, um dann wieder nach Nordosten hin zu schwenken. Am nördlichsten Teil zweigt Highway 516 ab, der nach Cartwright führt. Highway 510 führt von dort ab wieder nach Südosten über Port Hope Simpson zur Atlantikküste, diese wird bei Mary’s Harbour erreicht. Von dort ab verläuft der Highway weitgehend parallel zur Küste und endet dann an der Grenze zu Québec, dort geht sie in die Route 138 über.